# Foton

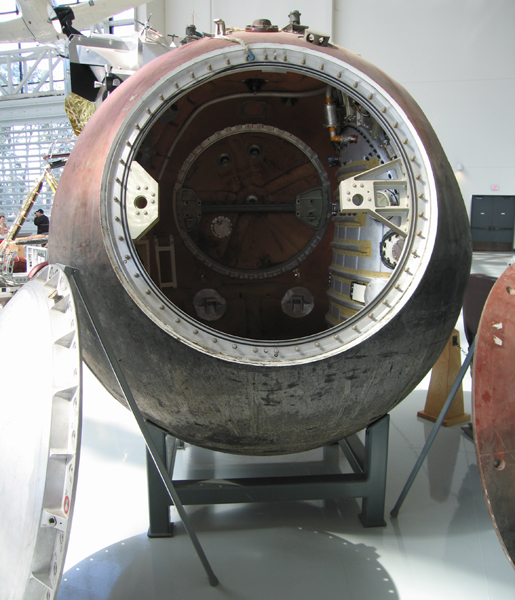
Kozlov Foton 6 in mostra all'Evergreen Aviation Museum a McMinnville (Oregon)

Foton (o Photon) è un progetto riguardante una serie di satelliti artificiali Russi sviluppati per svolgere ricerche scientifiche. Sebbene le missioni siano senza equipaggio si è deciso di adattare la navicella spaziale Vostok al fine di risparmiare i costi di sviluppare una navicella appositamente per le missioni. L'obiettivo primario delle missioni Photon sono ricerche per la scienza dei materiali, ma le missioni spesso includono ricerche riguardanti altri campi del sapere come la biologia. La prima serie di missioni Foton si svolse tra il 1985 e il 1999 e fu composta da 12 missioni partite dal cosmodromo di Plesetsk. La seconda serie di missioni prese il nome di Foton-M e incluse una serie di miglioramenti derivati dagli studi svolti sulle prime missioni. Attualmente si sono svolti tre lanci della serie Foton-M, il primo lancio si svolse nel 2002 dal cosmodromo di Plesetsk e si concluse con un insuccesso per un guasto del veicolo di lancio. Il secondo lancio si svolse dal cosmodromo di Baikonur nel 2005 e il terzo lancio si svolse nel 2007 sempre da Baikonur. Il progetto Foton per il lancio si è sempre avvalso di lanciatori Soyuz-U.

## Partecipazione ESA
A partire dalla missione Foton-7, l'Agenzia Spaziale Europea divenne partner dei russi nel programma Foton.

## Lanci Foton
| Designazione | Data di lancio    | Data di recupero  | Carico utile                 | Note                                    |
| ------------ | ----------------- | ----------------- | ---------------------------- | --------------------------------------- |
| Foton-1      | 16 aprile 1985    | ?                 |                              |                                         |
| Foton-2      | 21 maggio 1986    | ?                 |                              |                                         |
| Foton-3      | 24 aprile 1987    | ?                 |                              |                                         |
| Foton-4      | 14 aprile 1988    | ?                 |                              |                                         |
| Foton-5      | 26 aprile 1989    | ?                 |                              |                                         |
| Foton-6      | 11 aprile 1990    | ?                 |                              | In mostra all'Evergreen Aviation Museum |
| Foton-7      | 4 ottobre 1991    | ?                 |                              |                                         |
| Foton-8      | 8 ottobre 1992    | ?                 |                              |                                         |
| Foton-9      | 14 giugno 1994    | ?                 |                              |                                         |
| Foton-10     | 16 febbraio 1995  | ?                 |                              |                                         |
| Foton-11     | 9 ottobre 1997    | ?                 |                              |                                         |
| Foton-12     | 9 settembre 1999  | ?                 |                              |                                         |
| Foton-M1     | 15 ottobre 2002   | N/A               |                              | Perso durante il lancio                 |
| Foton-M2     | 31 maggio 2005    | ?                 |                              |                                         |
| Foton-M3     | 14 settembre 2007 | 26 settembre 2007 | Young Engineers' Satellite 2 |                                         |